# Decatur (Michigan)
Decatur – wieś w Stanach Zjednoczonych, w stanie Michigan, w hrabstwie Van Buren.